# Kratzenberg (Venedigergruppe)
Der Kratzenberg, auch Kratzenbergkopf, ist ein 3022 m ü. A. hoher Berggipfel im Alpenhauptkamm der Venedigergruppe. Er liegt im Südwesten des Pinzgaus (Land Salzburg) bzw. im Norden Osttirols.

## Lage
Der Kratzenberg ist ein Gipfel im, innerhalb der Venedigergruppe, östlichen Bereich des Tauernhauptkammes. Er liegt im Nationalpark Hohe Tauern an den Gemeindegrenzen von Bramberg am Wildkogel, Hollersbach im Pinzgau und Matrei in Osttirol, wobei das umliegende Gebiet auf Tiroler Seite im Grundbesitz des Österreichischen Alpenvereins steht. Der Kratzenberg befindet sich zwischen dem Schwarzkopf (2996 m ü. A.) im Südwesten, dem Seekopf (2921 m ü. A.) im Südosten und dem Schafkopf im Norden. Vom Schwarzkopf ist der Kratzenberg durch die Schwarzkopfscharte (2868 m ü. A.), vom Seekopf durch die Kratzenbergscharte (2859 m ü. A.) und vom Schafkopf durch die Seescharte (2799 m ü. A.) getrennt. Zwischen Kratzenberg und Seekopf erstreckt sich nach Westen bis zum Plattigen Habach das Nördliche Viltragenkees, im Norden befindet sich das nach Westen verlaufende Habachkees und im Osten das Kratzenbergkees. Nordöstlich liegt der Kratzenbergsee.

## Aufstiegsmöglichkeiten
Westlich des Kratzenberges verläuft über die Schwarzkopfscharte ein Wanderweg, der die Neue Thüringer Hütte mit der Alten Prager Hütte (Fürther Weg) bzw. der St. Pöltner Hütte (St. Pöltner Westweg) verbindet, wobei sowohl das Habachkees als auch das Nördliche Viltragenkees gequert werden müssen. Der Normalweg auf den Kratzenberg führt dabei aus der Schwarzkopfscharte über das Blockgelände der Südflanke zum Gipfel (UIAA I). Weitere Aufstiegsmöglichkeiten sind der Südostgrat aus der Kratzenbergscharte (UIAA I), der Südwestgrat aus der Schwarzkopfscharte (UIAA II) sowie über den Nordgrat oder die Ostwand (jeweils UIAA III).